# Francisco Palmeiro (futebolista)
Francisco Luís Palmeiro Rodrigues (Arronches, 16 de outubro de 1932 — 22 de janeiro de 2017) foi um futebolista português. Ao serviço do Benfica marcou 36 golos em 117 jogos, num total de oito temporadas no clube encarnado.
Vestiu por três vezes a camisola da seleção nacional portuguesa, sempre em jogos amigáveis tendo efetuado três golos, todos eles num Portugal—Espanha que decorreu a 3 de junho de 1956 e que Portugal venceu por 3-1.

## Biografia
Francisco Palmeiro nasceu no dia 16 de outubro de 1932, em Arronches. Aos 13 anos, na temporada 1945/46, iniciou-se no Atlético Clube de Arronches, filial do Atlético Clube de Portugal, tendo passado para a equipa principal do clube na temporada 1959/50. Pouco depois, representou O Elvas CAD, seguindo-se a ida para o GD Portalegrense.
Aos 20 anos ingressou na categoria Reserva do SL Benfica, estreando-se em 25 de dezembro de 1953. O seu último jogo a representar o clube ocorreu no dia 7 de maio de 1961, na 1.ª mão dos oitavos de final da Taça de Portugal, frente ao Vitória de Setúbal. Enquanto jogador do Benfica, foi o primeiro futebolista a marcar no antigo Estádio da Luz, em 1 de Dezembro de 1954 (inauguração do estádio), e o primeiro jogador do clube a marcar um golo nas competições europeias, na Taça dos Clubes Campeões Europeus, em 19 de setembro de 1957, contra o Sevilha (derrota por 3-1). No total venceu três Campeonatos Nacionais (1954/55, 1956/57 e 1959/60) e três Taças de Portugal (1954/55, 1956/57 e 1958/59). A sua notoriedade no Benfica levou-o à Seleção Nacional, tendo ficada célebre por ter marcado os três golos com que Portugal venceu a Espanha por 3-1 no Estádio Nacional. Jogou, ainda no campeonato distrital de Setúbal, no GD Pescadores Costa da Caparica e Monte da Caparica AC.
A sua terra natal, Arronches, homenageou-o com a atribuição do seu nome ao estádio municipal, o Estádio Municipal Francisco Palmeiro, onde também se encontra o Centro de Memórias do jogador.
Faleceu no dia 22 de janeiro de 2017, aos 84 anos.